# Кошуља
Кошуља је одевни предмет који служи за покривање горњег дела тела. Име потиче од латинске речи casula што значи грубо сукно. Она има са предње стране пун вертикални отвор који се закопчава дугмићима. Често се под оковратник кошуље ставља кравата или машна.

## Историја
Најстарија позната кошуља откривена је у египатској гробници у Таркану. Потиче од око 3000 година п. н. е., и ради се о префињеној ланеној кошуљи. Све до 12. века кошуље су биле саставни део ношења али испод неке друге одеће. У средњем веку кошуља постаје видљив део одеће и најчешће су је носили људи скромнијих сталежа: пастири, затвореници, покајници и др. У 17. и 18. веку се сматрало да је ношење кошуље без неког другог одевног предмета непристојно готово као да данас идете у доњем вешу. Чак и касније, 1879. године, ношење кошуље без ичега преко се сматрала неадекватним.
У осамнаестом веку, уместо доњег веша, мушкарци су се „ослонили на дуге репове кошуља... да служе функцији гаћа. Историчар костима из осамнаестог века Џозеф Страт веровао је да су мушкарци који не носе кошуље у кревет непристојни. Чак и до 1879. године, видљива кошуља без ичега преко ње се сматрала неприкладном.
Кошуља је понекад имала наборе на врату или манжетнама. У шеснаестом веку, мушке кошуље су често имале вез, а понекад су набори или чипке биле на врату и манжетнама. Током осамнаестог века дуги набори, или жаботи, били су модерни. Кошуље у боји почеле су да се појављују почетком деветнаестог века, што се може видети на сликама Џорџа Калеба Бингама. Све до двадесетог века оне су сматране лежерном одећом, и само за раднике ниже класе. За једног џентлмена, „носити небескоплаву кошуљу било је незамисливо 1860. године, али је постало стандард до 1920. и 1980. представљало је најобичнији догађај.”
Европљанке и Американке почеле су да носе кошуље око 1860. године, када је царица Еугенија од Француске популаризовала Гарибалдијеву кошуљу, црвену кошуљу какву су носили борци за слободу под Ђузепом Гарибалдијем. Крајем деветнаестог века, Вековни речник је описао обичну кошуљу као „од памука, са платненим грудима и манжетнама припремљеним за учвршћивање скробом, при чему су крагна и манжетне обично одвојени и подесиви“.
Прво документовано појављивање израза „Дати кошуљу са леђа“ догодило се 1771. године као идиом који указује на крајњи очај или великодушност и још увек је у употреби. Године 1827, Хана Монтегју, домаћица у северном делу Њујорка, изумела је одвојиву крагну. Уморна од сталног прања целе кошуље свог мужа када је само крагни то било потребно, одрезала му је крагне и смислила начин да их закачи за овратник након прања. Тек 30-их година 20. века држачи за крагне су постали популарни, иако су ови рани додаци више подсећали на копче за кравате него на мале учвршћиваче оковратника који су данас доступни. Они су повезали крајеве крагне са краватом, држећи их у месту.
Кошуља је била неизоставни детаљ у народним ношњама већине народа нанашим просторима. Кошуља се сматрала за гардеробу нижег слоја све до 20. века. Али се то крајем 19. и почетком 20. века потпуно променило. Као што је за џентлмена 1860-их било незамисливо да носи плаву кошуљу, тако је у 1920-им и 1980-им то постао стандард.

## Типови
- Логорска кошуља – широка, равно резана кошуља или блуза кратких рукава са једноставним предњим отвором и „камп крагном“.[15][16]
- Формална кошуља – кошуља са формалном (донекле крутом) крагном, отвором по целој дужини напред од крагне до поруба (обично закопчана), и рукавима са манжетнама.[17][18]
- Бела кошуља – обично кошуља беле боје
  - Вечерња кошуља – кошуља посебно направљена да се носи уз мушку вечерњу одећу, нпр. црна кравата или бела кравата.
  - Гвајабера – везена кошуља са четири џепа.[19][20]
- Песничка кошуља – широка кошуља или блуза са пуним бискупским рукавима, обично са великим наборима на предњој страни и на манжетнама.[21][22]
- Мајица – такође „мајица“, лежерна кошуља без крагне и дугмади, направљена од растезљиве, фино плетене тканине, најчешће памука, и најчешће кратких рукава. Првобитно ношена испод других кошуља, сада је уобичајена кошуља за свакодневно ношење у неким земљама.[23][24]
  - Мајица дугих рукава – мајица са дугим рукавима који се протежу и покривају руке.[25]

## Конструкција
Кошуља се као и већина остале одеће састоји од стандардних делова:
- Рукави
- Оковратник или крагна
- Део уз тело
- Манжетна
- Додатни детаљи

Сви ови делови се различито дизајнирају у скалду са потребама и локалним обичајима и традицијама. Класични материјали од који се кошуља може шивати су: памук, вуна, лан и разни синтетички материјали.
Рукави могу бити дуги или кратки у зависности од доба године када се носе. Такође и сам крој рукава зависи од примене
Оковратници могу бити различито дизајнирани. Најпознатији оковратник је са преклапањем на који се могу качити кравате или машне. Такође познат је тип Руска крагна на којој није могуће додати кравату.
Тело кошуље најчешће бити широко, класично и уско. Често се за уске кошуље каже струкиране и оне се користе за свечане прилике. Широке кошуље се више користе када се нешто ради. По средини са предње стране постоји отвор који се закопчава по облачењу кошуље.
Манжетна је део кошуље непосредно уз шаку. На њој се најчешће налази дугме које се закопчава након облачења. Посттоје дуге и плитке манжетне са једним или више дугмића.
Додатни детаљи се постављају на кошуље са посебним захтевима. Најчешћи детаљ је џеп, али се могу наћи и разне траке, натписи и сл.